# Piatra Albă „La Grunj”
Piatra Albă „La Grunj”  este un monument al naturii (categoria III IUCN) cu statut de rezervație geologică, ce este situat pe raza comunei Mânzălești din județul Buzău, la confluența râului Slănic cu pârâul Jgheab.

## Localizare și acces
Se ajunge folosind drumul asfaltat de pe valea Slănicului – DJ 203 K, care pornește de pe DN2 (E85) de la Mărăcineni spre Săpoca (imediat înainte de a intra pe podul de peste Buzău), urmând ruta Beceni-Vintilă Vodă-Mânzălești-Lopătari.

## Caractere generale
Prezintă o formă piramidală. Ocupa o suprafață de 0,025 ha la bază, are înălțimea de 18 m și diametrul de 15 m și, este localizat în lateral față de șuvoiul principal de apă. Ansamblul are în vârf o cruce
Denumirea de "Grunj" are sensul de "grumaz" sau "îngustare". Prin forma sa (comparabilă la alta scară), amintește de Copa Cabana = Căpățâna de Zahar - Brazilia.

## Geomorfologie
Este un martor de eroziune (diferențială) hidraulică si eoliană, format din tufuri dacitice de culoare alb-cenușiu-gălbui  de vârstă badeniană, tot ansamblul fiind prins între strate de marne (cineritice) și gresii cu poziție aproape verticală și aspect de micropediment. Este originar din capătul sudic al unei mici și înguste fâșii estice cu tufuri, din anticlinalul Lopătari.

## Obiective turistice de vecinătate
- Bolovanul Mortatului din Ploștina
- "Sfinxul" de pe Breazău (cunoscut și sub denumirea de Sfinxul de la Buștea)- Stâncă de aproximativ 5-6 m înălțime situată pe culmea Breazău, aflată pe stânga văii Slănicului
- Focul Viu - Lopătari
- Platoul Meledic
- Mănăstirea Găvanu
- Vârful Ivănețu
- Lacul Mocearu
- Lacu Limpede din Bisoca
- Mănăstirea Poiana Mărului
- Vulcanii Noroioși de la Pâclele Mari, Pâclele Mici și Pâclele de la Beciu